# Sergej Kirov-eilanden

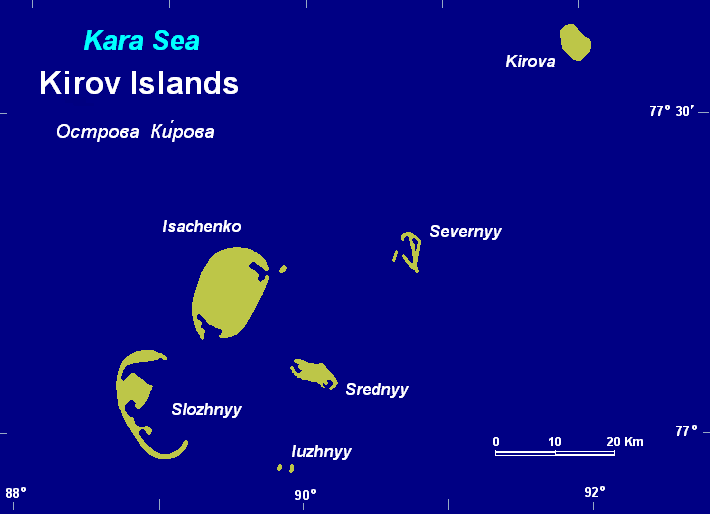
Kaart

De Sergej Kirov-eilanden (Russisch: Архипелаг Сергея Кирова; Archipelag Sergeja Kirova of Кирова Сергея Острова; Kirova Sergeja Ostrova) of kortweg Kirov-eilanden (Острова Кирова) is een afgelegen archipel van zes kleine met toendra begroeide Russische eilanden in het zuidoostelijke deel van de Karazee op ongeveer 140 kilometer van de kust van het schiereiland Tajmyr van Noord-Siberië. Bestuurlijk maken de eilanden deel uit van de kraj Krasnojarsk.
De eilandengroep werd onderzocht met de ijsbreker Jermak in 1934 en werd toen vernoemd naar Sovjetpoliticus en politbureaulid Sergej Kirov, die dat jaar onder verdachte omstandigheden overleed.
Isatsjenko (vernoemd naar de microbioloog en botanicus Boris Isatsjenko) is het grootste eiland met een oppervlakte van 138 km². Hier bevindt zich een onderzoekstation. De andere eilanden zijn van groot naar klein Slozjny, Kirova, Sredny ("centraal"), Severny ("noordelijk") en Joezjny ("zuidelijk").
De zee rondom de eilanden is bedekt met pakijs met enkele polynja's (grote wakken) in de winter. In de zomer komen er vaak drijvende ijsvelden voor.
De eilanden vormen onderdeel van de zapovednik Bolsjoj Arktitsjeski, het grootste natuurreservaat van Rusland.

## Trivia
De eilanden dienen niet worden verward met de Kirov-eilanden (Kirovskieje ostrova) in de Oostzee.